# Gebaarfossiel
Een gebaarfossiel is een vaste reactie op een emotionele prikkel die in de evolutie van de mens gevormd is in het centrale zenuwstelsel, maar inmiddels zijn functie verloren heeft.
Het is lichaamstaal.
Een voorbeeld van een gebaarfossiel is het wrijven met de hand op het achterhoofd. Dit is in vrijwel alle culturen een teken van twijfel of wanhoop. Dit gebaar wordt al waargenomen bij baby's. Ook aapachtigen gebruiken dit gebaar.